# Грос-Келле
Грос-Келле (нім. Groß Kelle) — громада в Німеччині, розташована в землі Мекленбург-Передня Померанія. Входить до складу району Мекленбургіше-Зенплатте. Складова частина об'єднання громад Ребель-Мюріц.
Площа — 6,68 км2. Населення становить 100 ос. (станом на 31 грудня 2020).